# Referendum w Słowenii w marcu 2003 roku
Referendum w Słowenii w marcu 2003 roku – referendum w sprawie przystąpienia Słowenii do Unii Europejskiej, ratyfikacji traktatu ateńskiego i przystąpienia do NATO, odbyło się 23 marca 2003.

## Wyniki referendum
89,6% głosujących obywateli Słowenii opowiedziało się za członkostwem w Unii Europejskiej, a 66% poparło wejście do NATO. 10,39% głosujących wypowiedziało się przeciwko wejściu do Unii Europejskiej, a przeciwnych przynależności do Sojuszu Północnoatlantyckiego było 33,98%.